# Ixora merguensis
Ixora merguensis är en måreväxtart som beskrevs av Joseph Dalton Hooker. Ixora merguensis ingår i släktet Ixora och familjen måreväxter. Inga underarter finns listade i Catalogue of Life.